# (34596) 2000 TB34
2000 تي بي 34 (ويعرف أيضًا باسم (34596) 2000 تي بي 34 وفق تسمية الكوكب الصغير) (بالإنجليزية: 2000 TB34)‏ هو كويكب ضمن حزام الكويكبات؛ وترتيبه 34596 من حيث الاكتشاف.
اكتُشف هذا الجُرم الفلكي بواسطة وولف بيكل ‏ في 4 أكتوبر 2000.

## وصلات خارجية
- (34596) 2000 TB34 في قاعدة بيانات مختبر الدفع النفاث لأجرام النظام الشمسي الصغيرة

- الاكتشاف · مخطط المدار ·  العناصر المدارية · المعلمات المادية

- (34596) 2000 TB34 على موقع ويكي سكاي: DSS2, SDSS, GALEX, IRAS, Hydrogen α, X-Ray, Astrophoto, Sky Map, Articles and images